# Viewfinder (jeu vidéo)
Viewfinder est un jeu vidéo indépendant de réflexion développé par Sad Owl Studios et publié par Thunderful, sorti le 18 juillet 2023 sur             PlayStation 4, PlayStation 5 et Microsoft Windows. Une version Xbox Séries est prévue pour le 12 Août 2025

## Système de jeu
Viewfinder est un jeu vidéo de puzzle à la première personne. Le joueur doit atteindre et/ou activer un téléporteur pour accéder au niveau suivant, et pour cela utilise des images trouvées dans l'environnement ou prises avec un Polaroid : le joueur tient la photo devant lui et la positionne dans l'environnement selon un jeu de perspective forcée, et valide ; le contenu de l'image est alors intégré à l'environnement selon l’angle sous lequel elle est perçue, ce qui permet d’aligner ou de greffer des structures en jouant sur le point de vue, et remplace la géométrie présente derrière la photo au moment de sa pose. Par ailleurs, l'environnement ainsi posé garde le style visuel qu'il comportait en photo (noir et blanc, sépia, peinture, dessin, cyanotype...)
Le joueur doit alors jouer de cette mécanique pour résoudre des énigmes spatiales, créer des passages, activer des mécanismes, contourner des obstacles et atteindre des zones autrement inaccessibles. Le jeu pose une progression linéaire en niveaux répartis dans un hub, et chaque hub introduisant une nouvelle mécanique de jeu.

## Accueil

### Distinctions
Le jeu est nommé dans les catégories « meilleur jeu indépendant » et « meilleur premier jeu indépendant » lors des Game Awards 2023, sans remporter de prix.
En avril 2024, il est récompensé du titre de « meilleur jeu britannique » et de « meilleure licence originale » lors des British Academy Games Awards.
| Année | Prix                         | Catégorie                        | Résultat   |       |
| ----- | ---------------------------- | -------------------------------- | ---------- | ----- |
| 2023  | Game Awards                  | Meilleur jeu indépendant         | Nomination | [ 6 ] |
| 2023  | Game Awards                  | Meilleur premier jeu indépendant | Nomination | [ 6 ] |
| 2024  | British Academy Games Awards | Meilleur jeu britannique         | Lauréat    | ,     |
| 2024  | British Academy Games Awards | Meilleur premier jeu             | Nomination | ,     |
| 2024  | British Academy Games Awards | Meilleure conception de jeux     | Nomination | ,     |
| 2024  | British Academy Games Awards | Meilleure licence originale      | Lauréat    | ,     |
| 2024  | TIGA Awards (en)             | Meilleur jeu de réflexion        | Lauréat    | [ 8 ] |